# Остенде
Осте́нде (нидерл. Oostende [oˑstˈɛndə], западнофлам. Ostende, фр. Ostende) — крупнейший бельгийский город на берегу Северного моря, а также курорт с мировым именем в Западной Фландрии (70 274 жителя). Является конечной станцией государственной железной дороги Гент — Остенде. Поскольку побережье у Остенде отличается равнинным рельефом, местные песчаные пляжи очень широки. Название города связано с тем, что он изначально располагался на восточной (нидерл. oost) окраине (нидерл. einde) острова Тестереп, позднее слившегося с материком из-за понижения уровня Северного моря.

## Транспорт
В Остенде есть международный аэропорт, рыбацкая гавань, гавань для яхт. Через Остенде проходит линия междугородного берегового трамвая, имеется небольшой трамвайный вокзал, расположенный рядом с железнодорожным. Железнодорожный вокзал Остенде совмещён с морским вокзалом (паромным терминалом).

## История Остенде
В XVII веке в городе проживало около 10 000 человек, и он был последней кальвинистской крепостью во Фландрии. Солдаты из Голландии, Англии и Шотландии защищали её от испанской армии. Осада длилась с 4 июля 1601 до 22 сентября 1604, когда испанцы под командованием Амброзио Спинолы вошли в полностью разрушенный город. После того, как в 1585 году устье Шельды было блокировано Голландией, Остенде становится важным портом для Испанских Нидерландов.  
В XIX веке Остенде стал курортом. Был построен Термальный дворец («Kursal» или Thermal Palace), который часто посещали король Бельгии и императорская семья Германии.
Именно сюда, в Остенде, было адресовано В. Г. Белинским знаменитое «Письмо к Гоголю» — здесь в июле 1847 г. находился автор «Мёртвых душ» и «Ревизора» на лечении.
Во времена мировых войн здесь находилась база немецких подводных лодок.

## Достопримечательности и музеи

### Культовая архитектура
- Церковь Святых Петра и Павла (Sint-Petrus-en-Pauluskerk) — главный храм города. Выстроена в неоготическом стиле в 1899—1905 годах. Длина здания — 70 м, ширина — 36 м, высота башен — 72 метра. В небольшом приделе этого храма похоронена первая королева Бельгии — Луиза Мария Орлеанская.
- Башня Святого Петра (Sint-Pieterstoren), прозванная в народе «перечницей» (Peperbusse) — башня старой церкви Св. Петра. Самые старые части башни датируются концом XV века.
- Церковь капуцинов (Kapucijnenkerk), начало XVII века (освящена в 1620 году).

### Гражданская архитектура
- Испанский домик (Spaans huisje) — самое старое строение в городе (постр. в 1741 г.). В начале XX века здесь располагалась прачечная, затем — магазин игрушек и сладостей. Хотя в начале XX века в городе оставалось довольно много подобных строений, к 50-м годам все они были снесены, а уцелевший Испанский домик долгое время оставался заброшенным. С целью предотвращения его сноса, в 1981 году, здание было выкуплено городскими властями. В том же году Испанский домик получил статус памятника истории. Так как здание находилось в очень плохом состоянии, его пришлось разобрать и в 2000—2001 году выстроить заново на том же месте.

### Музеи
- Художественный музей на море — музей, посвящённый бельгийскому искусству с 1830 года и до наших дней
- Раверсейде (музейный комплекс) — комплекс из трёх музеев под открытым небом

## Экономика
В городе предположена производственная площадка компании Daikin.
В 1959 году в Остенде проходила Международная выставки керамики.